# Clubul Sportiv Turnu Severin
Maillots
Actualités
Le CS Turnu Severin est un club de football de Drobeta-Turnu Severin, Roumanie.

## Histoire
Le club Gaz Metan CFR Craiova est né pendant l'été 2007 par la fusion des groupements du Gaz Metan Podari et du CFR Craiova. Le Gaz Metan était promu un an avant en 3e division, alors que le CFR, pendant ce temps là, remportait les barrages de promotion du 3e échelon. Pour la fusion, les deux équipes durent faire certains sacrifices : le Gaz Metan a rompu un accord de collaboration avec l'École de Football Gică Popescu, qui de toute manière ne fonctionnait pas de la manière dont le souhaitait la direction de l'équipe de Podari, tandis que le CFR Craiova a cédé sa place fraichement gagnée en 3e division, au bénéfice de Știința Malu Mare.
Après que les discussions aient abouti et que les documents furent signés, le nouveau club Gaz Metan CFR Craiova s'est fixé comme objectif la promotion en 2e division. L'équipe termine à la 2e place, derrière l'International Curtea de Argeș, échouant en barrages pour l'accession à la 2e division face à l'Avântul Reghin et l'ACU Arad.
Après cette excellente saison, nombreux étaient ceux qui prévoyaient un déclin lors de la saison suivante, 2008/2009. Or ce ne fut pas le cas. Bien que l'équipe ait terminé à 8 points du leader, le FC Caracal lors de la trêve hivernale, le Gaz Metan CFR s'avèrera beaucoup plus glorieux lors de la deuxième moitié de saison, réussissant à maintenir la 1re position du classement. Deux ans seulement après la fondation du club, le club signe alors une performance remarquable: la montée en D2. Avec un nouveau staff technique, formé par Jerry Gane, Dragoș Bon et Ionel Luță, le Gaz Metan CFR Cluj fait bonne figure sur la deuxième scène footballistique du pays réussissant à rester invaincue 10 matchs à la suite vers le milieu du championnat. L'équipe termine vers le milieu du classement, ayant pour objectifs futurs de finir entre la 1re et 8e place.
Lors de la saison 2009/2010 a eu lieu le meilleur parcours en Coupe de Roumanie de football, étant tout de même éliminée par le CFR Cluj en 8èmes de finale. Lors de la saison 2011/2012, le club change de dénomination pour désormais s'appeler le Gaz Metan Severin, déménageant donc de Craiova sur le Stade Municipal de Drobeta-Turnu Severin. L'équipe fait une bonne saison en championnat, terminant à la 3e position. Profitant du fait que le Fotbal Club Politehnica Timișoara n'obtienne pas la licence, l'équipe réussit à promouvoir pour la 1re fois dans l'élite du football roumain, la Liga 1. Lors de la saison 2012/2013, en même temps que l'accession à la Liga 1, le club change une nouvelle fois de dénomination pour prendre le nom qu'il porte toujours aujourd'hui, CS Turnu Severin, mais ne réussit pas à éviter la rétrogradation, retournant donc en deuxième division après une seule saison.

## Palmarès
- Liga III
  - Champion : 2009

## Meilleurs résultats
- Liga I
  - 16e place (saison 2012-2013)

- Liga II
  - 3e place (saison 2011-2012)

- Liga III
  - 1re place (saison 2008-2009)

## Personnalités du club

### Entraîneurs
- Cosmin Bodea (Juin 2011 - Novembre 2011)
- Florin Parvu (interim) (Novembre 2011)
- Marian Bondrea (Décembre 2011 – Août 2012)
- Ionel Gane (interim) (Août 2012 - Septembre 2012)
- Nicolò Napoli (Septembre 2012 – décembre 2012)
- Ionel Gane (Janvier 2013 – Juin 2013)